# 岩崎城 (出羽国)
岩崎城（いわさきじょう）は、秋田県湯沢市（出羽国雄勝郡）にあった日本の城（平山城）。

## 概要
市の北部の皆瀬川左岸にある標高314メートルの天ヶ台山から北西に延びた丘の先端部に位置する平山城で、標高110メートル、比高差30メートルである。城の西側に羽州街道岩崎宿があり、羽州街道と皆瀬川の監視を目的とした湯沢城の支城であった。

## 歴史・沿革

### 鎌倉時代
建長・文永年間（1249年 - 1274年）藤原河内守が岩崎城を築城した。

### 戦国時代
城主の岩崎氏は小野寺氏の庶流で、湯沢城の北側を守備していた。
天正18年（1590年）奥州仕置で雄勝郡は最上氏の領土とされたが、横手城主小野寺義道はこれを認めずに雄勝郡の支配を継続した。これを聞いた山形城主最上義光は、文禄4年（1595年）、楯岡城主楯岡満茂が率いる軍勢を湯沢城に差し向けた。
湯沢城が落城して次の目標が岩崎城だと推測した岩崎義高は小野寺義道に援軍を要請したが、同日に今泉城、角間城、鍋倉城、植田城、新田目城が最上軍の攻撃にあったため岩崎城の方には手が回らず、ほとんど援軍が来なかった。
その後、前森城主原田大膳が岩崎城に夜襲をかけ、城主の岩崎義高は討死して落城した。その後、原田大膳が城主となった。以後、岩崎城は最上氏の城になった。

### 江戸時代
慶長7年（1602年）佐竹義宣の移封後は佐竹氏の城となった。
元和元年（1615年）一国一城令により廃城となった。
天明5年（1785年）菅江真澄が旅路の途中でこの城跡に立ち寄ったという。
慶応4年（1868年）佐竹義諶は拠点を椿台城から移して、岩崎城址南麓に岩崎藩陣屋を構えて岩崎藩を置いた。

### 明治時代
明治38年（1905年）9月14日本丸の東の堀に奥羽南線（現：JR奥羽本線）が開通。

### 現代
現在は千年公園として整備されており、無料駐車場も設けられている。南麓には岩崎藩陣屋の殿舎が移築されている。

## 構造

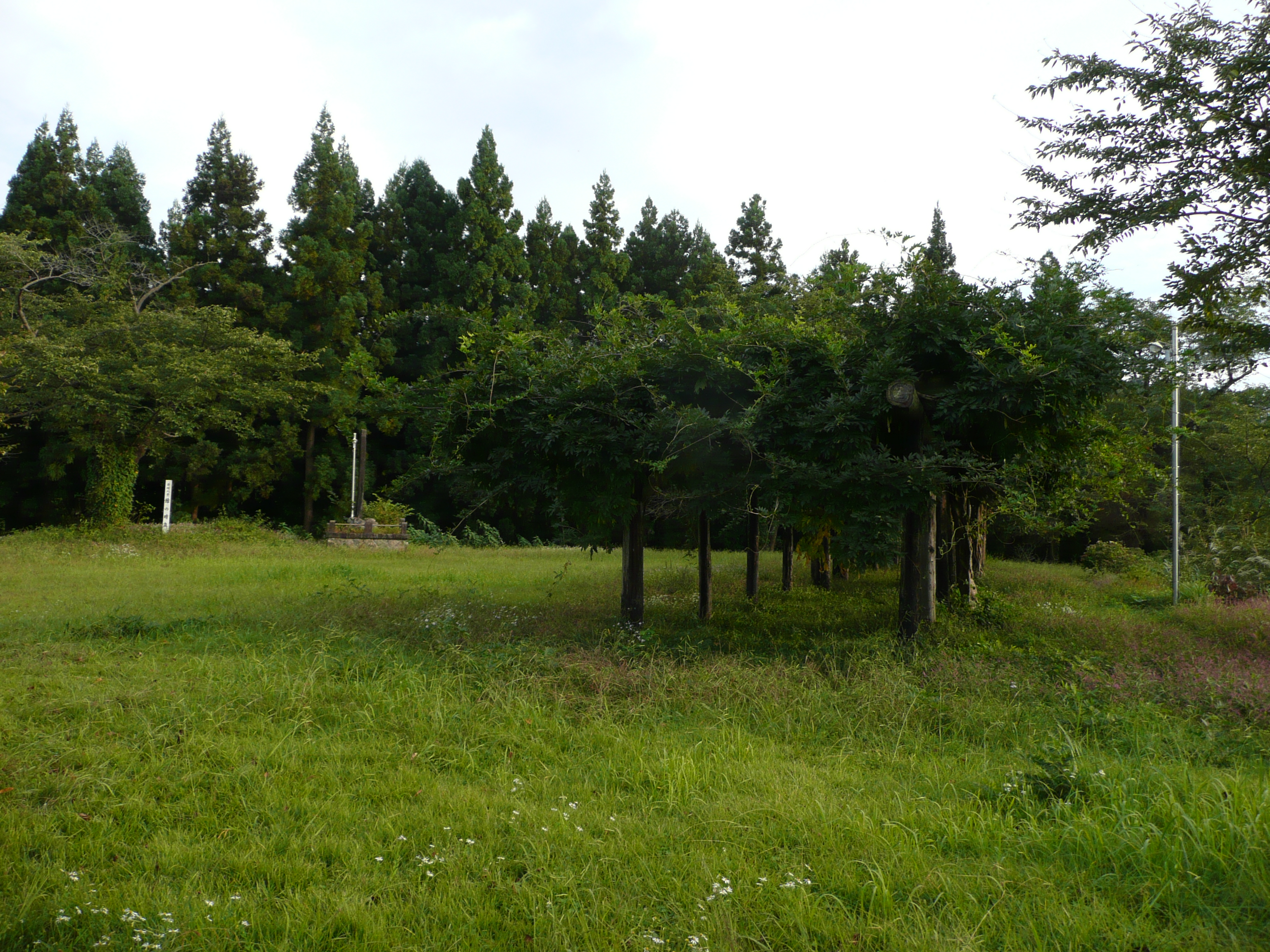
本丸

### 縄張
城郭の形式は平山城。城の北部を皆瀬川が流れ、天然の堀の役目を担っていた。現在は城全体が千年公園として整備されている。

### 本丸
本丸はL状の郭をしており、本丸の規模は東西約70ｍ、南北約100ｍある。南側に1段、北側には3段の曲輪がある。現在は本丸の東側の堀にはJR奥羽本線が通る。

### 二の丸
二の丸は本丸の西側に位置し、長方形の郭をしている。規模は東西約70ｍ、南北約100ｍある。東端に、櫓台（妙見神社）がある。

### 三の丸
三の丸は本丸の南側に位置している。規模は東西約60ｍ、南北約70ｍある。三の丸には玉子井戸があり、集落が存在した。

### 玉子井戸
井戸の深さは約5ｍある。城主岩崎道高の娘である能恵姫が生まれて少し経った頃に何故か泣き続けるようになり、いろいろ手を尽くしたが効果がなかった。その数日後に乳母が庭で卵形の石を拾い、それが姫の落ちつかせたので守り石とされた。その守り石が置かれていることから（玉子井戸）と呼ばれるようになった。

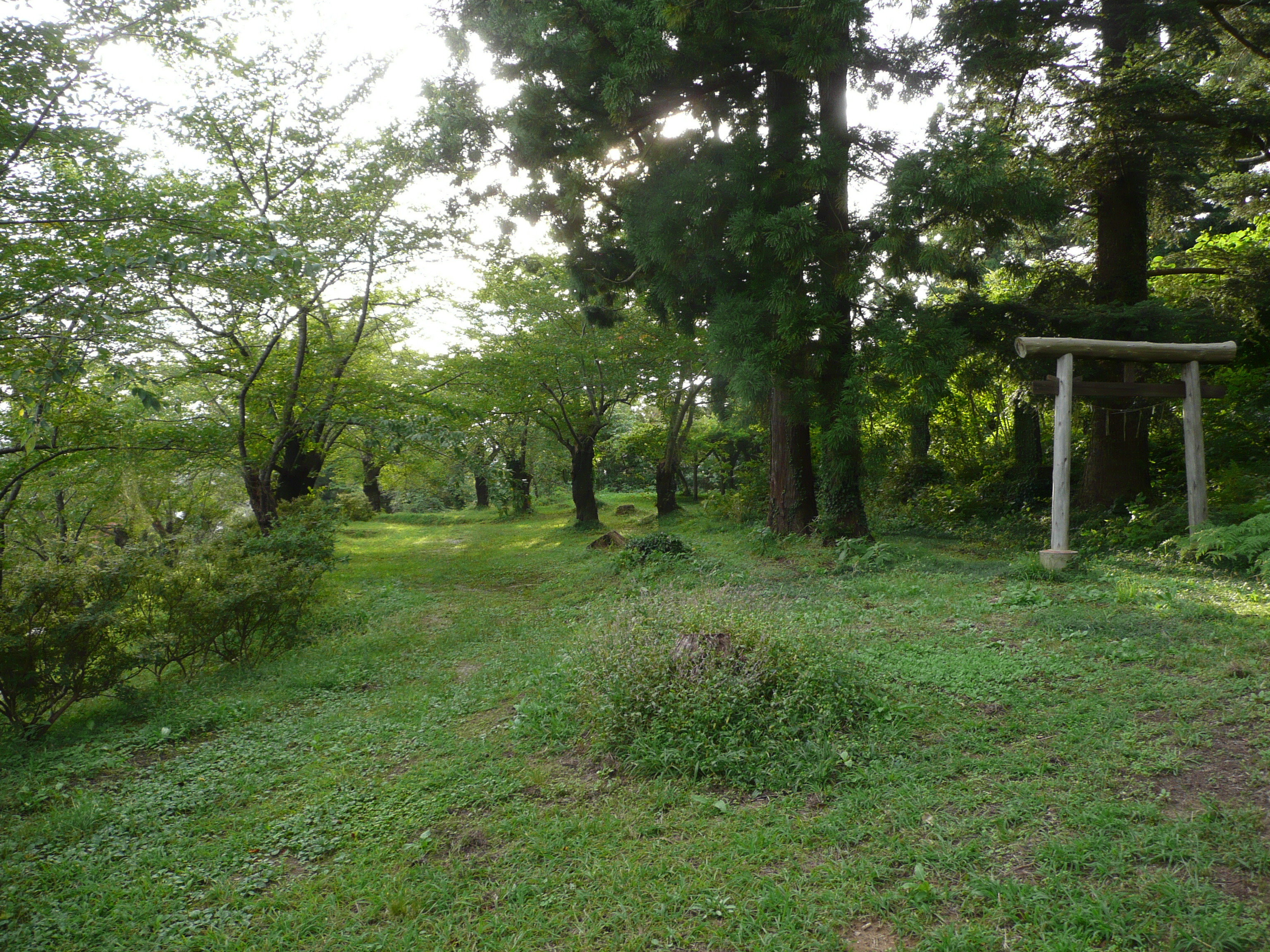
二の丸
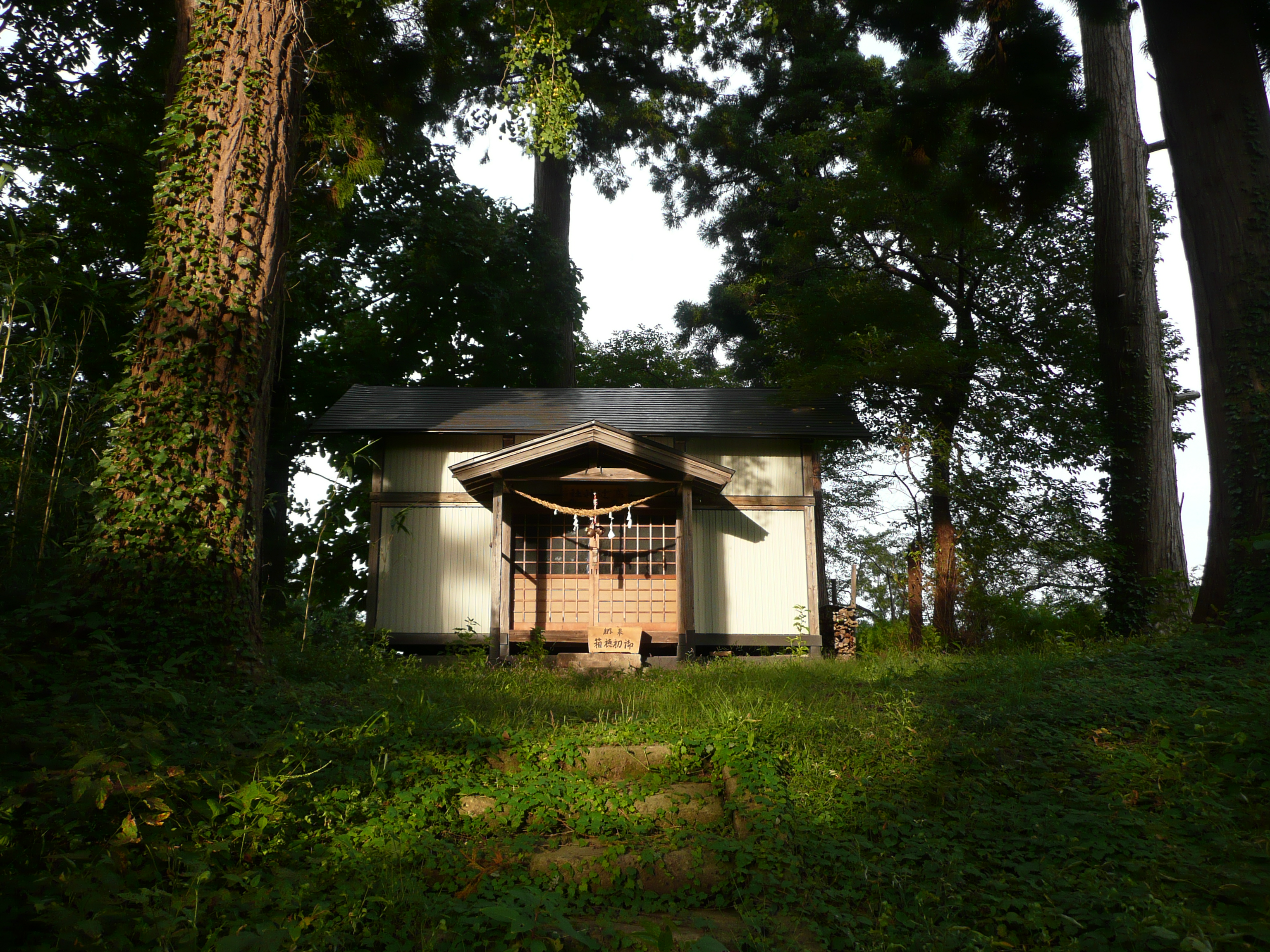
二の丸の櫓跡
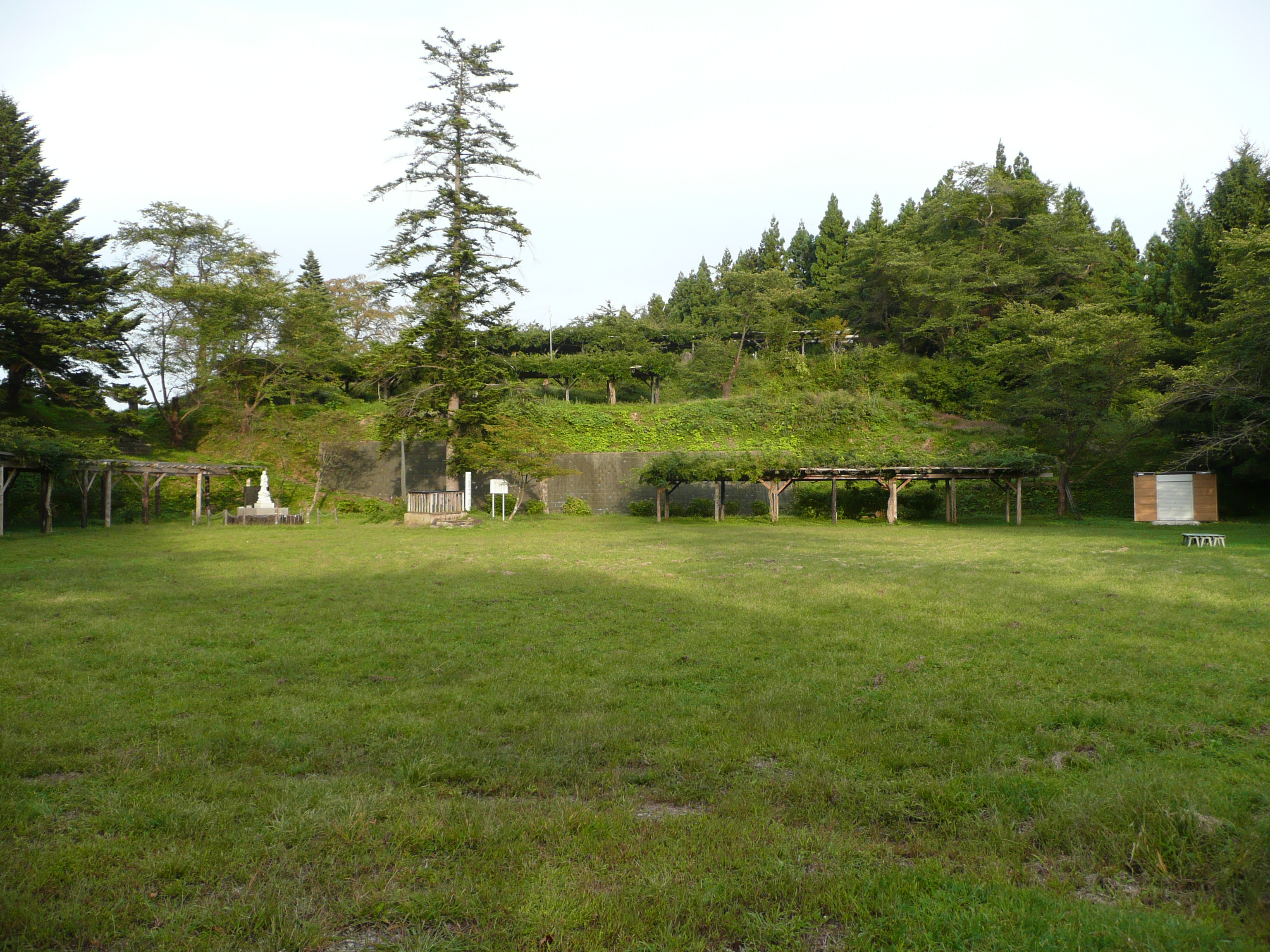
三の丸
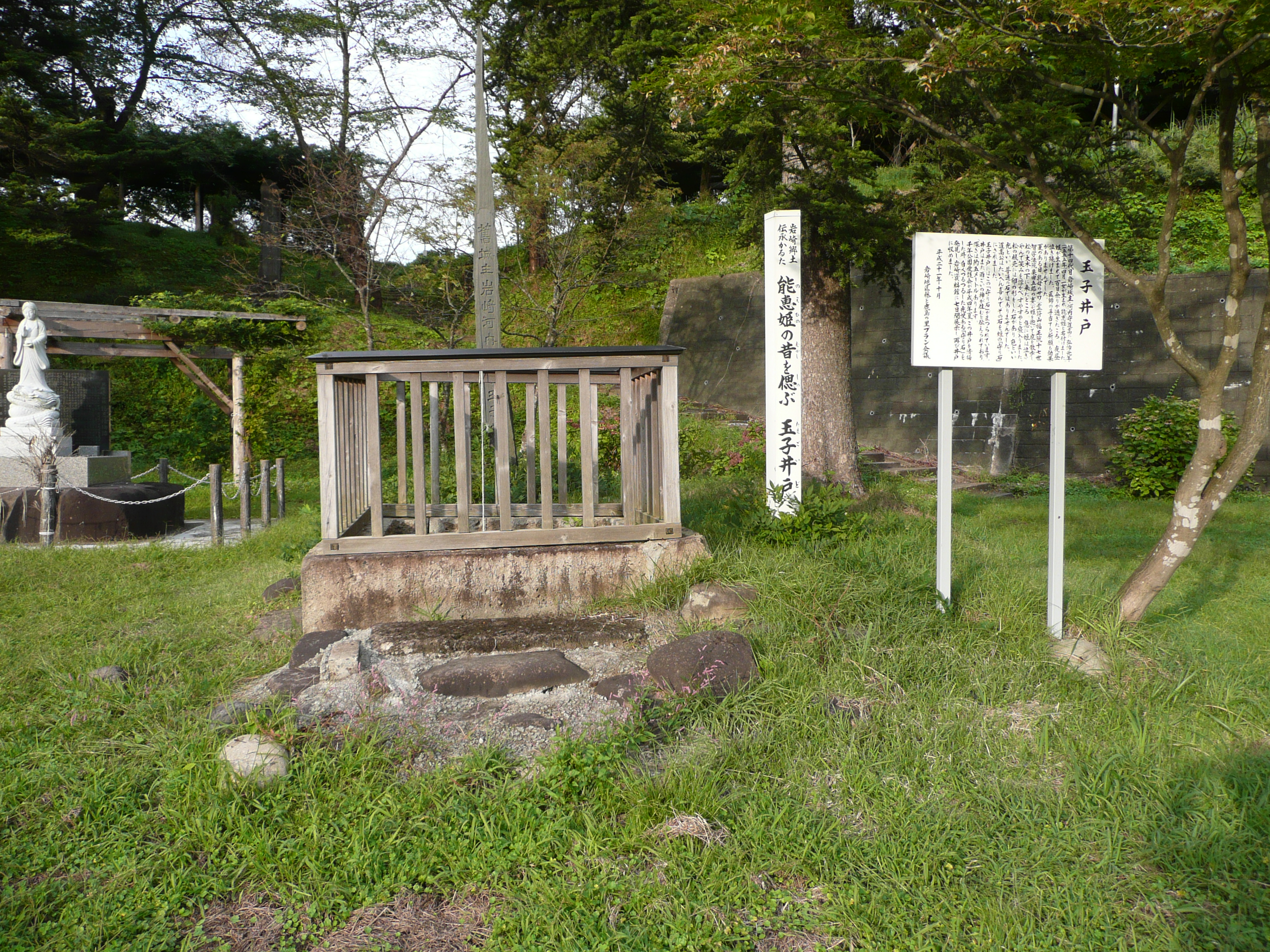
三の丸にある玉子井戸
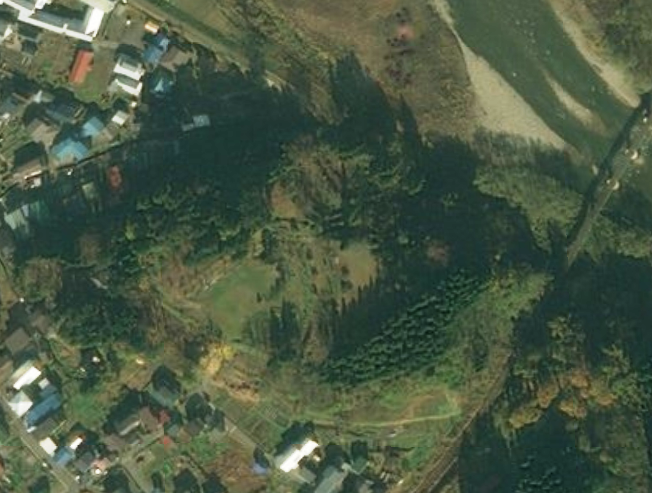
衛星図

## 現地情報

### 所在地
- 秋田県湯沢市岩崎字千歳（千年公園）

### アクセス
鉄道
- JR奥羽本線 下湯沢駅より徒歩約19分
- JR奥羽本線 十文字駅より徒歩約30分

路線バス
- 羽後交通（湯沢・横手線、湯沢・秋田線《高速バス・秋田中央交通と共同運行》）
  - 岩崎バス停より徒歩14分